# 마키타 사코
마키타 사코(일본어: 槙田紗子(まきた さこ) 1993년 11월 10일 ~ )는 일본 여성 아이돌 그룹인 파스포의 멤버이다. 전 소속사는 스페이스 크래프트였으며, 애칭은 사코티(さこてぃ)이고, 스스로를 말할 때 사콘(さこん)이란 표현을 쓴다. 가나가와현 출신이며, 팀내에서 황록색을 이미지색으로 한다. 대한민국을 좋아하여, 대한민국 여성 아이돌 그룹인 소녀시대를 자주 언급하는 편이다. 2015년 12월 30일부로 파스포에서 졸업했다. 2024년 1월 10일 부터 모닝구무스메 5기 멤버인 다카하시 아이가 이끄는 댄서팀 겸 보컬그룹인 gokigens의 멤버이다.

## 경력
- 교육 비디오 "시마지로의 모두 함께 춤추자 아이우에오"
- 법무성 "사회를 밝히는 운동" 포스터 출연
- 유니,쟈스코등의 광고출연
- 문화출판국 "발표회를 위한 소녀복"
- NTV "거인중독"
- PV "도쿄 디즈니랜드 X'mas"
- 辰巳出版 "pure☆pure"
- BS "게키모테 세븐틴 학원(学園)"

## 프로필
- 생년월일: 1993년 11월 10일
- 출신지: 가나가와현
- 가족관계: 아버지, 어머니
- 좋아하는 나라 : 대한민국